# Ulugbegov observatorij
Ulugbegov observatorij je observatorij v današnjem Samarkandu v Uzbekistanu, ki ga je v 1420-ih letih zgradil timuridski astronom Ulug Beg. Ta astronomska šola je bila zgrajena v času Timuridskega cesarstva in je bila zadnja te vrste iz islamskega srednjeveškega obdobja. Med islamskimi astronomi, ki so delali v observatoriju, so bili Gijasedin al-Kaši, Ali Kušči in sam Ulug Beg. Observatorij je bil uničen leta 1449 in ponovno odkrit leta 1908.

## Zgodovina

### Vzpon in upad
Ulug Beg, sin Šahrukha in vnuk sultana Timurja, je postal vladar Samarkanda v 15. stoletju našega štetja. Ulug Beg je bil zelo spreten v matematiki in astronomiji. Poučeval je številne pomembne astronome, vključno z Ali Kuščijem.
Mnogi zgodovinarji so poskušali natančno določiti datume dogodkov, ki so se zgodili v času Samarkanda ali Ulugbegovega observatorija. Razlike v interpretaciji datumov in navajanju zgodovinskih virov so povzročile netočnosti in zanemarjanje nekaterih dogodkov v tem času.
V pismih Gijasedina al-Kaši Ulugbegovemu očetu lahko vidimo, da je Ulugbegov obisk observatorija Maragha vplival na Ulug Bega. To bi lahko vplivalo na Ulugbegov razlog za preobrazbo mesta Samarkand in njegovo matematično usmerjenost. Pri gradnji Ulugbegovega observatorija so lahko igrali vlogo tudi drugi dejavniki, kot so politični, gospodarski, vojaški, socialni in celo komercialni razlogi. Drug razlog za ustanovitev lastnega observatorija bi lahko bila Ulugbegova različna opažanja od opažanj al-Sūfīja.
Temelji za Ulugbegov observatorij so bili položeni v prvi polovici 1420-ih (823 AH). Čeprav se o letu dokončanja še vedno razpravlja, je bil observatorij dokončan okoli leta 1428 n. št. (831 AH). Številna staroperzijska besedila omenjajo observatorij Samarkand in Ulugh Bega.
Povabil je spretne matematike in astronome, da bi pomagali zgraditi ta observatorij in tudi medreso v Samarkandu. Med povabljenimi so bili Gijasedin al-Kaši, Mu'in al-Din al-Kaši, Salah al-Din Kadi Zada Rumi in Ali Kušči. V observatorij je bilo povabljenih več kot 60 matematikov in astronomov. Gijasedin al-Kaši je bil imenovan za prvega direktorja observatorija. Po al-Kašijevi smrti je direktor observatorija postal Kadi Zada. Po smrti Kadija Zade je kot zadnji direktor observatorij vodil Kušči. Observatorij Samarkand je bil prostor, kjer so astronomi in matematiki sodelovali pri iskanju novih odkritij.
Ulugbbegov observatorij je bil zgrajen po načrtih observatorija Maragha, ki ga je zasnoval Nasir al-din al-Tusi. Ulugbbegov observatorij je imel največjo napravo, ki je delovala po principu kvadranta. Stavba ni bila visoka, vendar je imela dovoljeno maksimalno velikost krožnega loka. Ta naprava je bila skrbno orientirana, lok pa zelo natančno skaliran. Ta naprava je bila zelo vsestranska. Z njo je bilo mogoče natančno izmeriti sonce od obzorja, višino zvezde in drugih planetov. S to napravo so merili trajanje leta, gibanje planetov in mrke. Ulugbegove meritve planetov so tesno povezane z današnjimi meritvami, kar nam kaže na izjemno natančnost naprave.
Danes so od prvotnih ostankov Ulugbegovega observatorija vidni le temelji in zakopani del marmornega kvadranta. Velik del propada observatorija pripisujejo atentatu na Ulug Bega, ki ga je okoli leta 1449 (852 po hidžri) ubil njegov sin Abd al Latif. Ulug Begova smrt je v observatoriju povzročila kaos. Observatorij je bil uničen, na desetine nadarjenih astronomov in matematikov pa je bilo pregnanih. Leta 1908 je ruski arheolog Vasilij Vjatkin odkril ostanke observatorija.

### Znanstveno vzdušje
Znano je, da se je Gijasedin al-Kaši, astronom in matematik iz 15. stoletja, preselil v Samarkand, da bi se vključil v tamkajšnje znanstvene procese. Po povabilu Ulug Bega je Al-Kaši zapustil svojo rodno deželo Kašan v severno-osrednjem Iranu in odšel v Samarkand. Pismo, ki ga je Al-Kaši napisal svojemu očetu med bivanjem v Samarkandu, sta prevedla Kennedy (1960) in Sayılı (1960). To pismo, napisano v perzijščini, je kljub pomanjkanju informacij o znanstvenih dejavnostih, ki so potekale v observatoriju, bistveno oblikovalo sodoben pogled na dejavnosti v Samarkandu. So pa v Iranu našli novo pismo, ki ga je Al-Kaši napisal svojemu očetu, in Bagherijev prevod tega pisma osvetljuje zlasti znanstveno vzdušje Samarkanda ter zmanjšuje dvoumnost nekaterih elementov v prvem pismu zaradi njihovih prekrivajočih se delov.
V pismu Al-Kaši opisuje problem astrologije, o katerem je razpravljal s svojimi kolegi. Prevod: »[Predpostavimo, da] je Sonce npr. v 10 stopinjah Vodnarja, z določeno nadmorsko višino, in ascendent časa je na določeni stopinji [ekliptike]; potem [ascendent časa, ko] je njegova [tj. Sončeva] višina [najvišja višina ekliptike v tistem trenutku] kvadrant [pred položajem Sonca], tj. v 10 stopinjah (20) Bika«, kar razkriva, da je bilo morda znanstveno vzdušje Samarkanda bolj usmerjeno v astrologijo, kot se je prej domnevalo, glede na Krisciunasov članek o Zapuščini Ulugh Bega, kjer je astrologija zelo omejeno obravnavana. Astrologija, ki je bila v Krisciunasovem članku o znanstvenem vzdušju Ulugh Bega omenjena le enkrat mimogrede, je bila morda bolj integriran element znanstvenega diskurza v samarkandskem svetu glede na novo, prej omenjeno pismo.
Po pismu Al-Kašija njegovemu očetu je bila z Ulug Begom ustvarjena inovacija. Sekstant Fakhrı je stal na vrhu skale, v katero je bil delno vklesan, zato stavba ne bi bila visoka glede na mehke opeke na tem območju. Al-Kaši primerja to Maragi, rekoč, da je sekstant tam postavljen višje, vendar tudi ugotavlja, da bi ravna streha, ki je prisotna v Samarkandu, morala olajšati znanstveni napredek, saj se »nanjo lahko namestijo instrumenti«. Ta informacija o sekstantih v Maragi je v nasprotju z drugimi viri, ki navajajo, da v Maragi ni bilo sekstantov. To protislovje je razkril prevod.
Poleg tega je bilo znanstveno vzdušje v Samarkandu splošno izolirano, saj Al-Kaši opisuje trdno zavezanost Ptolemajevim metodologijam in pomanjkanje zavedanja o dogajanju v observatoriju v Maragi. Pomanjkanje zavedanja in strogo upoštevanje prejšnjih metod s strani samega Ulug Bega razkriva morda provincialno naravo njihovih študij. Vendar pa je to zaznano zaprtost omilila vse večja raznolikost znanstvenikov in študentov, ki so bili povabljeni v observatorij. Ševčenkova ocena napak, ki jih je Ptolemaj naredil v Samarkandu, dodatno potrjuje učinke prvotne izolirane narave Samarkanda.
Glede na Bagerijev prevod Al-Kašijevega pisma se je tam veliko poučevanja izvajalo izključno po spominu, pri čemer so učitelji, ki so se učili od astronomov v Heratu, veliko poučevali. Poleg tega so bili v času, ko je Al-Kaši napisal pismo, trije učitelji dobro podkovani v islamski sodni praksi: Qazızada, Maulana Muhammad Khanı in Maulana Abu'l-Fath. V pismu je tudi navedeno, da Ulug Beg ni pogosto poučeval.
Maulana Abu'l-Fath je izjavil, da je intelektualno podrejen Maulani Muhammadu Khanıju, ki je bil le občasno prisoten na sodnih sejah ali sejah observatorija, in Qazızadi, ki je vedno opravljal svojo obrt. »Da bi jim bil pravičen, [moram priznati, da] (30) si ne upam posredovati, ko se na njihovem sestanku razpravlja, še toliko bolj, ker Njegovo Veličanstvo to umetnost dobro pozna in [zato] se ne moremo predrzno sklicevati na kompetenco.«
Ulug Beg je spodbujal okolje z nekaterimi najboljšimi astronomi tistega časa, in vsi so opazovali in izračunali položaje tisočih zvezd. Glavno delo Ulug Bega je bil Zij-i Sultani. To delo, napisano leta 1437, je bilo v perzijščini, nanj pa je močno vplival tudi Nasir al-Tusi.
Eden od znanstvenikov, s katerimi je študiral Gijasedin al-Kaši, je bil Yusuf H. allaj, ki je imel predhodne izkušnje v Heratu, Egiptu, Siriji, Anatoliji in sosednjih regijah. Yusuf H. allaj je bil sin Maulane H. allaj'a, ki je v istem času, ko je bil tam tudi Al-Kaši, živel v Samarkandu.
Ulug Beg je bil obkrožen z drugimi islamskimi astronomi, kot je bil Ali Kušči.
Omenjeno je tudi, da so v observatoriju študirali in poučevali glasbo. Zdi se, da so prozodija, glasba in matematika spodbujale radovednost takratnih znanstvenikov. Vendar pa je Al-Kaši v pismu zapisal, da so ga kljub radovednosti glede glasbe in matematike pozvali, naj se osredotoči na svoje naloge.

## Spremembe in arhitektura
Arhitektura Ulugbegovega observatorija se je razlikovala od drugih, zgrajenih v tistem času. Ulug Beg je potreboval spretnega arhitekta, ki bi mu pomagal, zato se je obrnil na Kazizado-I Rumija in ga prosil, naj poišče izkušenega in spretnega arhitekta. Kazizada-I Rumi je priporočil Kašanija, matematika in arhitekta. Observatorij je bil zasnovan po vzoru observatorija Marageh, ki sta ga zasnovala Hulagu Kan in Mangu Kan, zato sta najela Nasir al-Tusija, da je vodil gradnjo observatorija. Ulugbegov observatorij je bil zgrajen na hribu 21 metrov nad tlemi. Observatorij ima valjasto obliko s premerom 46 metrov in višino od 30 do 33 metrov, sekstant pa je bil na sredini tega valja. Stavba je bila zgrajena iz opeke, ki je bila zlahka dostopna, vendar ni bila posebej stabilna. Polmer sekstanta je bil 40,04 metra, zaradi česar je bil takrat največji astronomski instrument na svetu. S tem polmerom bi morala biti višina stavbe tako velika, da bi lahko bila previsoka in bi se lahko zrušila sama vase. To težavo so rešili tako, da so del sekstanta zgradili pod zemljo, v jarku, širokem približno 2 metra. To je omogočilo ohranitev velikosti sekstanta, ne da bi bila višina nevarno visoka.
Sekstant Fakhrı je imel razdelke po 70,2 cm, kar je predstavljalo eno stopinjo. Na voljo so bile tudi oznake na vsakih 11,7 mm, ki so kazale eno minuto, in oznake na 1 mm, ki so predstavljale pet sekund. Te oznake so se izkazale za izjemno natančne in so se zelo ujemale z današnjimi izračuni. Observatorij je bil sestavljen iz treh nadstropij, prvo nadstropje je bilo namenjeno bivanju osebja. Vsa opazovanja so bila opravljena iz drugega in tretjega nadstropja, ki sta imela veliko lokov za ogled. Streha observatorija je bila ravna, kar je omogočalo uporabo instrumentov na vrhu stavbe.
Vhod v observatorij je bil v zadnjih letih večkrat spremenjen. To je bilo predvsem iz estetskih razlogov in ne za izboljšanje natančnosti observatorija.

## Zij-i Sultani
Zij-i Sultani (perzijsko زیجِ سلطانی) je astronomska tabela in zvezdni katalog Zij, ki ga je leta 1437 objavil Ulug Beg.
Zij je astronomska tabela, sestavljena iz numeričnih tabel in razlag, ki astronomom omogočajo izračun morebitnih težav, s katerimi se srečujejo. Zagotavljati mora dovolj informacij, da lahko razumejo, kako meriti čas in kako izračunati položaje planetov in zvezd. Zij lahko vsebuje tudi dokaze za matematiko in teorije, ki jih vsebujejo tabele.
Ulugbegov Zij-i Sultani je bil objavljen leta 1437, napisan je bil v perzijščini in je navedel približno 1000 zvezd. Sledi Ptolemajevemu delu in ne nakazuje nobenih sprememb v planetarnem modelu. Imenovali so ga tudi Zij-i Ulug Beg, Zij-i Džadid-i Sultani in Zaij-i Gurgani. Domneva se, da je na ustvarjanje svojega Zij-a morda vplival Nasir al-Tusi, ki je napisal 150 knjig. Ulugbegov zvezdni katalog je bil prvi, objavljen po Almagestu, ki ga je napisal Ptolemaj. Zij-i Sultani vključuje zvezde, pojasnjene v Almagestu, vendar jih spremljajo natančnejše številke. Primarni instrument, uporabljen za pridobivanje informacij v Zij-i Sultani, je izviral iz Ulugbegovega observatorijskega kvadranta. Ni delal sam, pomagali so mu njegovi učenci in drugi muslimanski astronomi, vključno z Gijasedin al-Kašijem in Alijem Kuščijem. Sestavljanje celotnega seznama zvezd je trajalo 17 let, začeli so leta 1420, ko je bil Ulug Beg star 26 let, in končali leta 1437. Eden najpomembnejših delov Zij-i Sultanija je Ulugbegova sinusna tabela. Tabela je dolga 18 strani in vsebuje vrednosti sinusa na devet decimalnih mest za vsako stopnjo od nič do 87, vsebuje pa tudi vrednost sinusa na 11 decimalnih mest od 87 do 90 stopinj. Zij je bil vpliven in se je neprekinjeno uporabljal do 19. stoletja, po vsem svetu pa obstajajo stotine izvodov originalnega perzijskega rokopisa. Preveden je bil tudi v številne jezike, vključno z arabščino, turščino in hebrejščino. Napisani so bili tudi komentarji znanih astronomov, kot je Kušči.
Ulug Beg je določil dolžino tropskega leta kot 365 dni 5 ur 49 minut 15 sekund, kar ima napako +25 sekund, zaradi česar je natančnejša od ocene Nikolaja Kopernika, ki je imela napako +30 sekund. Ulug Beg je določil tudi nagib Zemljine osi kot 23,30,17 stopinj v šestdesetiškem zapisu, kar v decimalnem zapisu pomeni 23,5047 stopinje.

## Muzej
Muzej Ulugbegovega observatorija je bil zgrajen leta 1970 v spomin na Ulug Bega. Muzej hrani reprodukcije arabskih rokopisov, Ulugbegovih zvezdnih kart, Zij-i Sultani in pomembnih evropskih tiskanih izdaj Ulugbegovih del. Vsebuje tudi astrolabe in druge instrumente ter miniaturno rekonstrukcijo samega observatorija.